# Wilhelm Möllers
Wilhelm Möllers (* 1. November 1898 in Rheine; † 4. März 1970) war ein kommunistischer Politiker.
Möllers war gelernter Zimmermann und arbeitete zwischen 1930 und 1933 in diesem Beruf. Anschließend war er kurze Zeit Arbeiter. Von 1935 bis 1943 arbeitete er wieder im erlernten Beruf.
Möllers gehörte bereits vor 1933 der KPD an. Von 1934 bis 1935 war er von der Gestapo inhaftiert und wurde wegen „Vorbereitung zum Hochverrat“ angeklagt. 
Nach 1945 schloss sich Möllers erneut der KPD an. Im Jahr 1946 war er Mitglied im Provinzialrat Westfalen und im selben Jahr auch Mitglied des ernannten Landtages von Nordrhein-Westfalen.